# Colostethus
Colostethus es un género de anfibios anuros de la familia Dendrobatidae. Las especies del género se distribuyen por Panamá y el noroeste de Sudamérica, llegando hasta el norte de Perú. Con anterioridad el género incluía más especies que tras la elaboración de análisis filogenéticos fueron recolocados en otros géneros como Silverstoneia o Anomaloglossus en 2006, y posteriormente se movieron otras especies al género Leucostethus.

## Especies
Se reconocen las siguientes 15 especies:
- Colostethus agilis Lynch & Ruiz-Carranza, 1985
- Colostethus alacris Rivero & Granados-Díaz, 1990
- Colostethus dysprosium Rivero & Serna, 2000
- Colostethus furviventris Rivero & Serna, 1991
- Colostethus imbricolus Silverstone, 1975
- Colostethus inguinalis (Cope, 1868)
- Colostethus jacobuspetersi Rivero, 1991
- Colostethus latinasus (Cope, 1863)
- Colostethus lynchi Grant, 1998
- Colostethus mertensi (Cochran & Goin, 1964)
- Colostethus panamansis (Dunn, 1933)
- Colostethus pratti (Boulenger, 1899)
- Colostethus thorntoni (Cochran & Goin, 1970)
- Colostethus ucumari Grant, 2007
- Colostethus yaguara Rivero & Serna, 1991